# Dendrohyrax dorsalis
La procavia occidentale (Dendrohyrax dorsalis) è una delle quattro specie esistenti di iraci (ordine Hyracoidea), e una delle due del genere Dendrohyrax (che include anche il D. arboreus).

## Descrizione
Molto simile agli altri iraci, la procavia occidentale ha un peso medio di 3 kg e proporzioni paragonabili a quelle di un grosso coniglio. Il pelo è folto e morbido, di colore variabile dal grigio al marrone con una macchia più chiara sul dorso che copre la zona della ghiandola dorsale.

## Distribuzione e habitat
È diffuso nell'Africa occidentale e centrale, dal Senegal e la Gambia fino all'Angola settentrionale, attraverso la Repubblica Democratica del Congo e l'Uganda settentrionale.
Vive nelle foreste tropicali e subtropicali e nella savana umida, sia in pianura che in montagna.

## Biologia
Si nutre di foglie, erba, frutta e occasionalmente anche insetti.
A differenza dell'irace del Capo, e similmente alla procavia arboricola, è prevalentemente notturna e solitaria. Di giorno dorme sugli alberi, prediligendo il fogliame fitto che la protegge dai predatori; di sera scende a terra a cercare cibo. Al tramonto e all'alba emette una serie di versi e grida molto intensi.
La gestazione dura circa 7 mesi, e in genere vengono partoriti uno o due piccoli, molto precoci.

## Status e conservazione
La IUCN la considera attualmente una specie a minimo rischio, anche perché è presente in molte aree protette, ma ritiene che lo status della specie dovrà essere seguito con attenzione a causa della distruzione del suo habitat.